# Mesekenhagen
Mesekenhagen er en by og kommune i det nordøstlige Tyskland, beliggende i Amt Landhagen i den nordvestlige del af Landkreis Vorpommern-Greifswald. Landkreis Vorpommern-Greifswald ligger i delstaten Mecklenburg-Vorpommern.

## Geografi
Mesekenhagen er beliggende omkring fem kilometer nordvest for Greifswald, nord for floden Ryck. Mesekenhagen ligger ved Greifswalder Bodden og går fra Gristower Wiek til Kooser See. Bundesstraße B 105, den tidligere B 96 fra Greifswald til Stralsund, går gennem kommunen. Jernbanen mellem Stralsund og Greifswald går gennem kommunen, men banegården er nedlagt.
I kommunen ligger ud over Mesekenhagen, landsbyerne Brook, Frätow, Gristow, Groß Karrendorf, Kalkvitz og Kowall.
Halvøen Fahrenbrink er fredet som et Naturschutzgebiet.

## Eksterne kilder og henvisninger
- Wikimedia Commons har flere filer relateret til Mesekenhagen
- Kommunens websted
- Befolkningsstatistik (Webside ikke længere tilgængelig)